# Жул Герен
Жул Герен (на френски: Jules Guérin) (с псевдоним Jules-Napoléon) е френски журналист, редактор на седмичника L'Antijuif.
Израства в Париж, а политическата му ориентация и стремежи го поставят в близост до бившите комунари от Парижката комуна. По това време е в близост до Луиза Мишел и Маркус де Морес. Първият му арест е по време на погребението на Жул Фери през 1893 г., понеже много анархисти ненавиждат бившия кмет на Париж, потушил въстанията от 31 октомври 1870 г. и 22 януари 1871 г.
Като реакция срещу масонския Велик изток на Франция, той основава антимасонската и антисемитска лига Велик запад на Франция (след френската антисемитска лига), през юни 1896 г., който е особено активен по време на аферата Драйфус. След основаването си, лигата се финансира от херцога на Орлеан.
Журналист и антисемит, Жул Герен е близо до Едуар Дрюмон (с когото ще бъдат разделени по-късно). Обвинен е в опит за държавен преврат през 1899 г., начело с Паул Деруледе, защото заедно с роялистите и сънародници Андре Бъфет и Юджийн де Лур-Салукес се присъединява към херцога на Орлеан. Обвинението на властите е в заговор срещу сигурността на държавата. След отправеното и към него публично обвинение, той заедно с още десетина въоръжени „заговорници“ се барикадира в сградата, заемана от Великия запад на Франция, същевременно редакция на неговия вестник, където се поставени под обсада, продължила 38 дни. Републиканската гвардия и полицията, водена от префекта Лепине, се очертават като неефективни, което предизвиква симпатиите на общественото мнение в полза на каузата на Герен. След като се предават на властите, той заедно с останалите участници в барикадата са арестувани и изправени пред съда. Делото за отбраната на Великия запад на Франция продължава във Върховния съд. Той и Пол Деруледе са осъдени на заточение и изгнание.
Теорията за заговор за сваляне на правителството е подкопана от факта, че опозицията срещу властта не е единна и изтъкана от взаимна ревност и омраза помежду си, така че е трудно да се обедини в единен „фронт“.
Жул Герен продължава антисемитската си дейност и пропаганда срещу Алфред Драйфус до смъртта си в Париж през 1910 г. Погребан е в гробището на Монмартър. Гробът му остава безименен за 80 години, но е възстановен след падането на Берлинската стена за паметта на народите от „Асоциация Жул Герен“.
Личността, каузата и дейността на Герен са повод за размисъл, но най-точното определение за него е, че „шутът никога не се смее“.